# وسائل النقل والصحة
النقل والصحة هو فرع من فروع الصحة العامة يُعني بالجهود المبذولة لتحسين النتائج الصحية المتعلقة بالنقل .

## المعلومات الاساسية وتدابير السلامة
يعتبرالنقل جزء أساسي من أي مجتمع فعال، وإدارة التأثير الصحي لوسائل النقل تندرج تحت إطار فرع الصحة العامة . وتم اتخاذ العديد من التدابير على مر السنين لتحسين النتائج الصحية المتعلقة بالنقل. وتعتبرالحوادث هي ثالث سبب رئيسي للوفاة في الولايات المتحدة، وربع هذه الحوادث هي حوادث السيارات ، حيث تتسبب في 40327 حالة وفاة سنويًا. ابتداءً من الستينيات، بدأت الحملات تظهرفي جميع أنحاء الولايات المتحدة لتعزيز سلامة السيارات . واستخدمت هذه الحملات نهجًا متعدد الجوانب لزيادة سلامة السيارات. لقد ضغطوا محليًا وفي واشنطن العاصمة لفرض بعض ميزات السلامة مثل الوسائد الهوائية وأحزمة الأمان ، وكلاهما يقلل من الإصابة في حالة وقوع حادث. استخدمت هذه الحملات أيضًا مجموعة متنوعة من أساليب التدخل في مجال الصحة العامة لنشر الوعي بسلامة السيارات. في الولايات التي جرت فيها التدخلات، ارتفع استخدام حزام الأمان بشكل كبير. تساهم المركبات الآلية بشكل كبير في إجمالي الانبعاثات في جميع أنحاء العالم، مما يمكن ان يكون له آثارسلبية خطيرة على صحة السكان. في السبعينيات، أنشأت إدارة نيكسون وكالة حماية البيئة الامريكية وسنت قانون الهواء النظيف . ولكن لم يساعد هذان الإجراءان في تقليل كمية الانبعاثات الضارة التي تنتجها المركبات في الولايات المتحدة فحسب، بل ساعدا أيضًا في تحسين التدابيرالصحية. فعلى سبيل المثال، تبين أن تقليل كمية الرصاص في وقود السيارات يرتبط ارتباطًا مباشرًا بانخفاض محتوى الرصاص في الدم في الفترة من عام 1976 إلى عام 1980.
يعد ركوب الدراجات وسيلة نقل أساسية للكثير من المواطنين. يأتي ركوب الدراجات مع مجموعة من الفوائد الصحية والاضرار. يعد ركوب الدراجات أحد وسائل النقل القليلة التي تحافظ على نشاط المسافر. يمنح هذا النشاط راكب الدراجة تمرينًا للقلب والأوعية الدموية الذي يزيد من قوة العضلات وحركة المفاصل مع تقليل مستويات التوتر ومستوى دهون الجسم . وعلى الرغم من أن ركوب الدراجات له نتائج صحية رائعة للجسم، إلا أن مخاطر ركوب الدراجات لها تأثيراً على النتائج الصحية العامة. وفي حين ان الخوذات تحمي الراكب في حالة وقوع اصطدام أوحادث، فإن مجرد وجود خوذة يزيد من احتمالية تعرض الراكب لحادث مع المركبة. وثمة حاجة إلى المزيد من البنية التحتية الخاصة بالدراجات مثل ممرات الدراجات ومسارات الدراجات للحفاظ على سلامة راكبي الدراجات. يُصنف السفر الجوي التجاري على أنه أكثر أشكال النقل أمانًا من حيث الوفيات لكل مليار ميل سفر، حيث بلغ عدد الوفيات 0.07 لكل بليون ميل، يليه السفر بالحافلات التي بلغت 0.11 حالة وفاة لكل بليون ميل سفر، والنقل بالقطار الذي بلغ عدد الوفيات 0.43 لكل بليون ميل سفر. وتم تصنيف السفر بالسيارات على أنه الأكثر خطورة حيث بلغ عدد الوفيات 7.3 وفاة / لكل بليون ميل.

## نوعية الهواء وإنتاج الانبعاثات

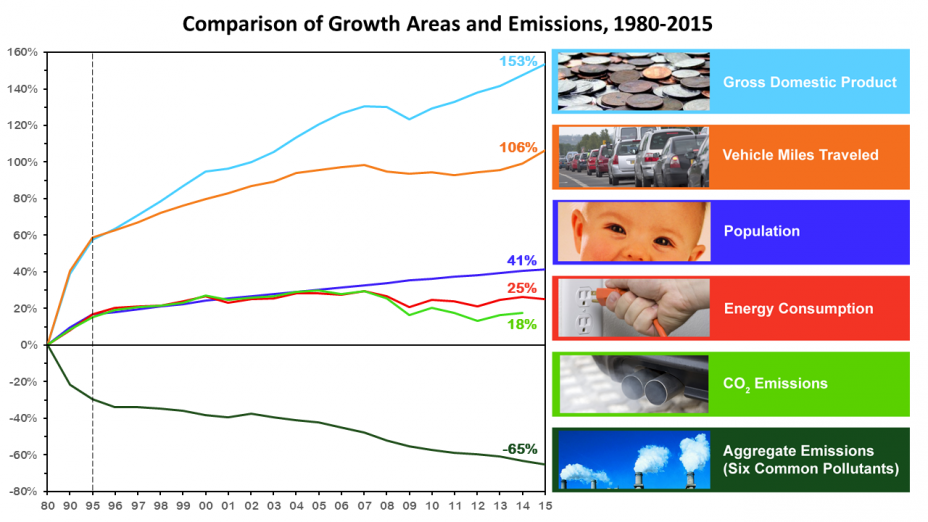
المجلات والانبعاثات 1980-2015 ، الولايات المتحدة

الملوثات الستة الرئيسية التي رصدتها وكالة حماية البيئة الأمريكية والتي يمكن أن يكون لها عواقب صحية خطيرة هي الجسيمات الدقيقة، على الأرض- الأوزون والرصاص وأول أكسيد الكربون وثاني أكسيد الكبريت وثاني أكسيد النيتروجين . تتكون الجسيمات الدقيقة من مزيج من المواد الصلبة والمواد السائلة مثل الغبار أو الأوساخ أو الدخان الذي يتكون من فئتين، PM 10 و PM 2.5 ، الأولى هي أي شيء أصغر من 10 ميكرومتر والأخر أي شيء أصغر من 2.5 ميكرومتر. PM10 يمكن أن يتغلغل عميقاً داخل رئتيك بينما يكون PM 2.5 صغيرًا جدًا لدرجة أنه يمكن أن يصل إلى مجرى الدم ، وكلاهما يسبب الضرر ويضر بصحتك بشكل عام. عندما تتفاعل أكاسيد النيتروجين مع المركبات العضوية المتطايرة بالقرب من سطح الأرض، يتشكل الأوزون على مستوى الأرض والذي يمكن أن يسبب مجموعة متنوعة من مشاكل الجهاز التنفسي ويؤدي إلى تفاقم الحالات الشائعة مثل مرض الانسداد الرئوي المزمن والربو وهو أمر شائع في الفئات السكانية الضعيفة مثل كبار السن والأطفال. الرصاص هومعدن رقيق يمكن أن يتسبب عند إدخاله إلى جسم الإنسان في تلف العديد من أجهزة الجسم بما في ذلك الجهاز العصبي والقلب والأوعية الدموية والجهاز المناعي والكلى . يتم إدخال أول أكسيد الكربون في الهواء من خلال تفاعلات الاحتراق، وعند استنشاقه، يحاكي أول أكسيد الكربون جزيئات الأكسجين ويرتبط بالهيموغلوبين ، مما لا يسمح بالأكسجين السليم، والذي يمكن أن يؤدي إلى تفاقم الحالات الموجودة مسبقًا مثل الربو ومرض الانسداد الرئوي المزمن. يتم تصنيع كل من ثاني أكسيد الكبريت وثاني أكسيد النيتروجين من خلال تفاعلات الاحتراق ولها تأثيرات سلبية على الجهاز التنفسي. يتم إنشاء جميع ملوثات الهواء الستة للمعايير إما بشكل مباشر أو غير مباشر من تفاعلات احتراق الوقود الأحفوري .

تم اتخاذ تدابير بدءًا من السبعينيات للبدء في تقليل كمية الملوثات في الهواء، بهدف تحسين النتائج الصحية المتعلقة بجودة الهواء. فعلى سبيل المثال، تم إدخال المحول الحفاز في صناعة السيارات. ويعمل هذا النظام عن طريق تنقية العادم من محرك الاحتراق في السيارة لتصفية الغازات الضارة ويحفز التفاعلات لتحويلها إلى مواد كيميائية أقل ضررًا مثل الماء وثاني أكسيد الكربون والنيتروجين . وايضاً أن تقليل كمية الرصاص في البنزين يرتبط ارتباطًا مباشرًا بانخفاض محتوى الرصاص في الدم خلال فترة أربع سنوات في السبعينيات. وعلى الرغم من اتخاذ تدابير مستمرة لتقليل كمية الانبعاثات الناجمة عن السيارات، إلا أنها لا تزال في مرتبة غير مواتية مقارنة بأشكال السفر الأخرى.
«الصورة واضحة من حيث القيمة المطلقة. في جميع أنحاء العالم، يمثل مستخدمو الطرق حوالي 71٪ من انبعاثات ثاني أكسيد الكربون في قطاع النقل، حيث تشكل شركات السكك الحديدية أقل من 1.8٪، بجانب 12.3٪ للطيران و 14.3٪ في قطاع النقل البحري، وفقًا لوكالة الطاقة الدولية والاتحاد الدولي للسكك الحديدية.» 
فيما يتعلق بإنتاج الانبعاثات، فأن الدراجات هي الرائده بوضوح في هذه الفئة نظرًا لأنها لا تنتج أي انبعاثات تقريبًا. كما أنها أصغر حجمًا وتسبب تلوثًا أقل من حيث الإنتاج. في المتوسط، فان إنتاج دراجة واحدة حوالي 530 رطلاً من ثاني أكسيد الكربون، والذي يمكن تعويضه عمومًا بحوالي 400 ميل من ركوب الدراجات بدلاً من القيادة. هناك حجج مفادها أن راكبي الدراجات النارية يحتاجون إلى استهلاك المزيد من الطعام، مما يؤدي إلى إنتاج انبعاثات بطرق أخرى وهذا يضيف بشكل كبير إلى إجمالي الانبعاثات التي ينتجها سائقوا الدرجات مقارنةً بالسائقين الاخرين، ولكن راكب الدراجة النارية يجب أن يكون لديه نظام غذائي مرتفع للغاية في استهلاك لحوم البقر من أجل التعويض بشكل كبيرعن الفوائد الناجمة عن استخدام ركوب الدراجات الهوائية إلى حد كبير. بالطبع، مثل أي وسيلة نقل أخرى، تلعب الجدوى والتطبيق العملي دورًا في استخدام الدراجات في إطارمختلف. ان ركوب الدراجة غيرعملي للرحلات الطويلة أو الرحلات التي يحتاج المرء فيها إلى إحضار أشياء كثيرة معه. ولكن، بالنسبة للجزء الأكبر، يكون ركوب الدراجات أكثر عملية في بيئات الضواحي والمناطق الحضرية للرحلات القصيرة. فقد كانت أكثر من 60٪ من رحلات السيارات في الولايات المتحدة في عام 2008 كانت تتراوح بين 0-10 أميال. وتوضح هذه الإحصائية أن الدراجات خيار عملي للغاية للعديد من الرحلات في الولايات المتحدة. علاوة على جدوى استخدام الدراجة بسبب المسافة، تعد الدراجات أسرع طريقة للتنقل في جميع أنحاء المناطق الحضرية. وبالنظر إلى أن 62.7 ٪ من سكان الولايات المتحدة يعيشون في المدن، فإن ركوب الدراجات يمثل جدوى لنسبة كبيرة من السكان.

## المراكز الحضرية والمواصلات العامة
النقل العام مصطلح واسع يشمل مجموعة واسعة من وسائل النقل بما في ذلك سكك النقل، والسكك الحديدية الخفيفة، والسكك الحديدية الثقيلة، والعربات، والحافلات. توفر وسائل النقل المتنوعة هذه لملايين الأمريكيين وسيلة للتنقل في جميع أنحاء المنطقة التي يعيشون فيها. تتمتع وسائل النقل العام ككل بمجموعة متنوعة من الفوائد الصحية. استخدام وسائل النقل العام يجعل الشخص أكثر نشاطًا، وبالتالي يجعله أكثر صحة ويقلل من مخاطر الإصابة بأمراض مثل أمراض القلب والأوعية الدموية وارتفاع ضغط الدم والسكري . استخدام وسائل النقل العام يجعل الراكب أكثر أمانًا مقارنة بسائقي المركبات الشخصية. ينتج عن النقل العام انبعاثات أقل من السيارات مما يقلل من مستوياتها في الهواء، مما يقلل من مخاطر الآثار الضارة للانبعاثات.